# Cephalodromia fusca
Cephalodromia fusca is een vliegensoort uit de familie van de Mythicomyiidae. De wetenschappelijke naam van de soort is voor het eerst geldig gepubliceerd in 1938 door Séguy, oorspronkelijk geplaatst in het geslacht Cyrtosia.